# جهاز الأمن الأوكراني

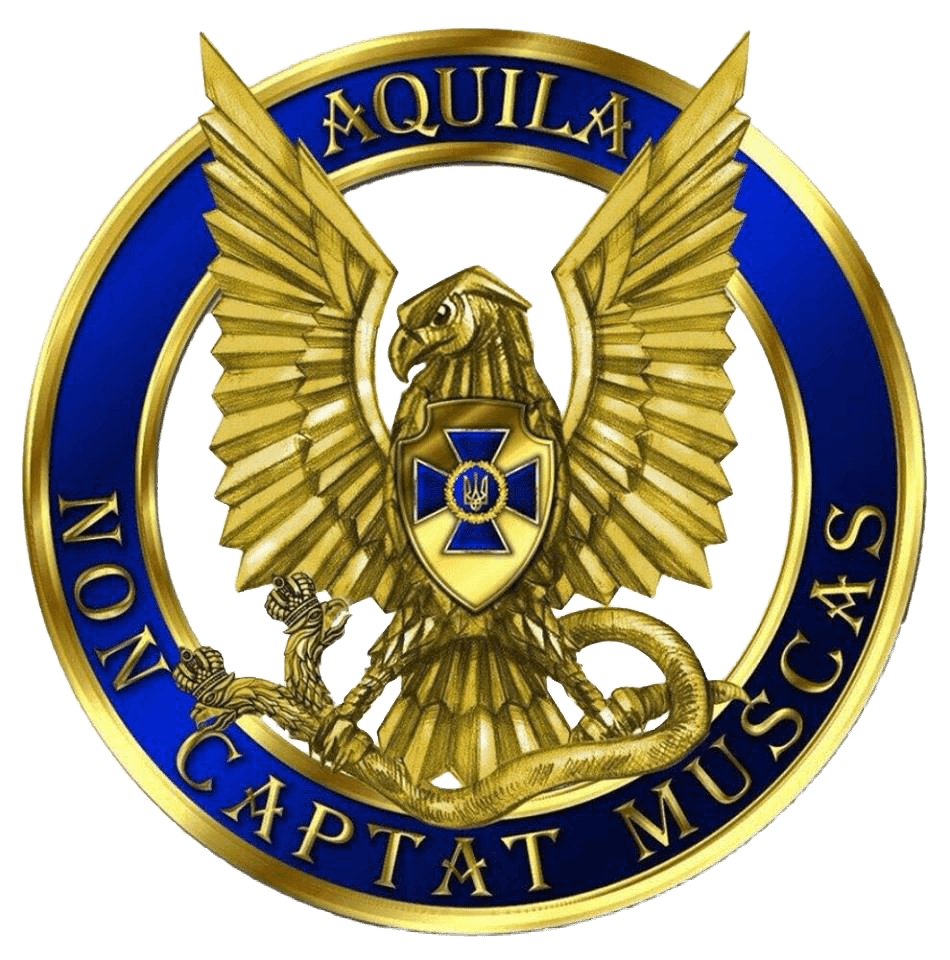
شعار إدارة مكافحة التجسس

الإدارة "ك" (مكافحة الفساد والجريمة المنظمة)

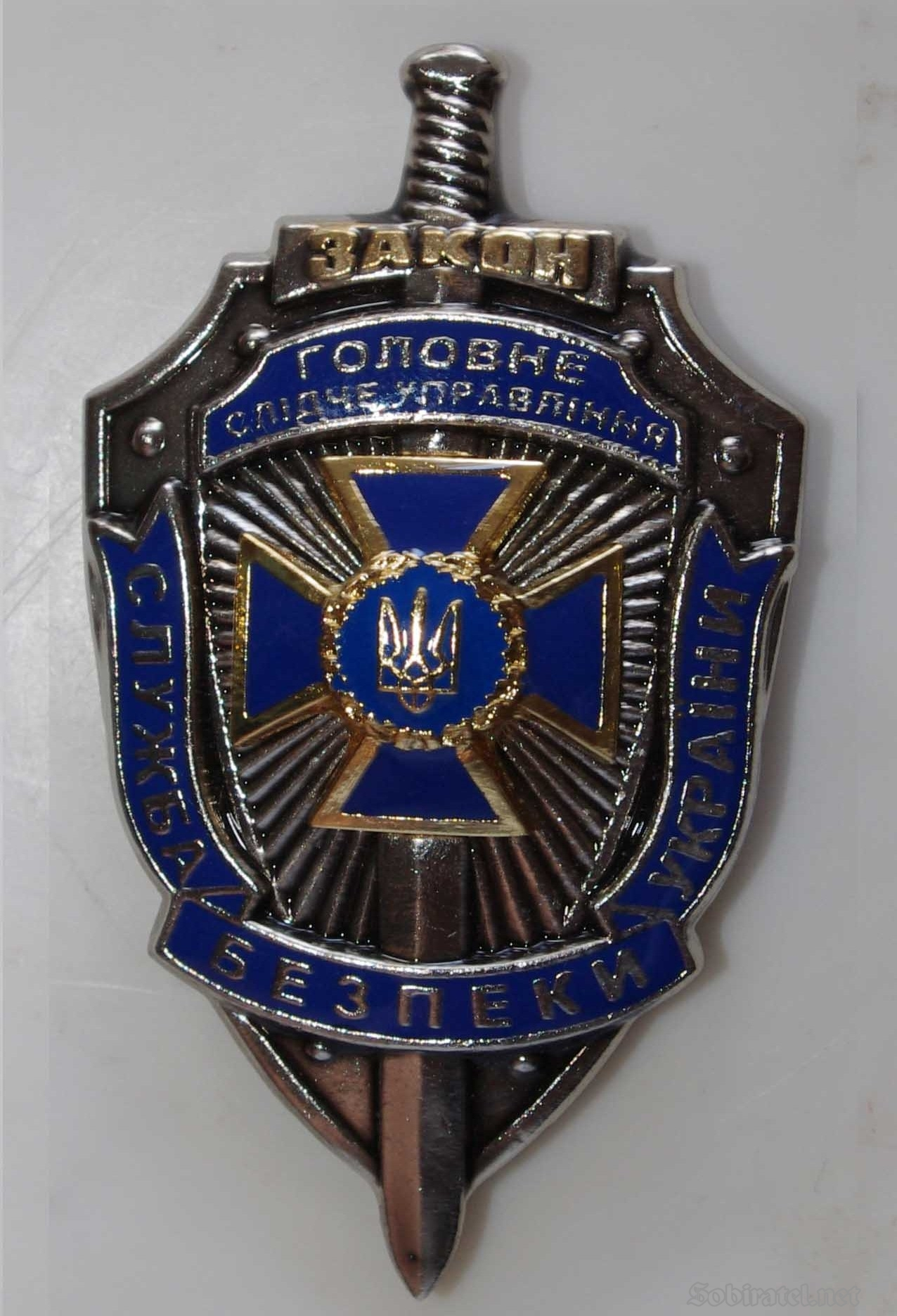
شارة إدارة التحقيق

جهاز أمن أوكرانيا ((بالأوكرانية: Служба безпеки України (СБУ)); سلوجبا بزبيكي أوكرايني)، هي سلطة إنفاذ القانون في أوكرانيا والوكالة الأمنية الحكومية الرئيسية في مجالات النشاط المضاد للتجسس ومكافحة الإرهاب. رئيس الجهاز ماليوك فاسيل فاسيلوفيج

## المسؤوليات
تتولى هيئة الأمن الأوكرانية، ضمن اختصاصها الذي يحدده القانون، حماية السيادة الوطنية والنظام الدستوري والسلامة الإقليمية والإمكانات الاقتصادية والعلمية والتقنية والدفاعية لأوكرانيا والمصالح القانونية للدولة والحقوق المدنية، من أنشطة الاستخبارات والتخريب التي تقوم بها الأجهزة الخاصة الأجنبية ومن التدخل غير القانوني الذي تحاول بعض المنظمات والجماعات والأفراد القيام به، فضلاً عن ضمان حماية أسرار الدولة.
وتشمل المهام الأخرى مكافحة الجرائم التي تعرض السلام والأمن البشري للخطر، والإرهاب، والفساد، والأنشطة الإجرامية المنظمة في مجال الإدارة والاقتصاد، فضلاً عن الأعمال غير القانونية الأخرى التي تهدد بشكل مباشر المصالح الحيوية لأوكرانيا.

## الهيكل التنظيمي
يبدو أن الهيكل العام والأساليب التشغيلية لجهاز الأمن الأوكراني متشابهة جدًا مع سابقتها (كي جي بي في جمهورية أوكرانيا السوفيتية الاشتراكية) باستثناء حرس الحدود الأوكراني والإدارة المسؤولة عن أمن كبار المسؤولين في الدولة. أصبح كلاهما مؤسسات مستقلة. ومع ذلك، يحتفظ جهاز الأمن الأوكراني تحت سيطرته بوحدات ألفا للعمليات الخاصة مع قواعد في كل مقاطعة أوكرانية. ووفقًا للخبير السياسي البريطاني تاراس كوزيو، لا يزال الهيكل التنظيمي لجهاز الأمن الأوكراني متضخمًا في الحجم مقارنة بسلفه، كي جي بي الأوكراني السوفيتي، حيث يصل إجمالي عدد الضباط النشطين إلى 30000 فرد. وهو أكبر بست مرات من جهازي المكتب الخامس (MI5) المحلي البريطاني وجهاز الاستخبارات البريطاني (MI6) الخارجي 

### الوحدات
- الجهاز المركزي (يتكون من حوالي 25 قسمًا)
  - المديرية العامة لمكافحة الفساد والجالإدارات الإقليمية لجهاز الأمن الأوكراني (26 إدارة)
- الإدارات الإقليمية لجهاز الأمن الأوكراني (26 إدارة)
  - قسم خاص
  - يتعاون مركز مكافحة الإرهاب مع العديد من الوزارات والهيئات الحكومية الأخرى مثل وزارة الداخلية، ووزارة الدفاع، ووزارة الطوارئ، وجهاز حرس الحدود، وغيرها.
- المؤسسات التعليمية
  - الأكاديمية الوطنية لجهاز الأمن في أوكرانيا
  - معهد إعداد الكوادر العسكرية في الأكاديمية الوطنية للقانون في ياروسلاف الحكيم
  - المؤسسات التعليمية الأخرى
  - مكافحة التجسس العسكري
  - أرشيف الدولة لجهاز الأمن الأوكراني
  - المجموعة الخاصة "ألفا"

## معرض صور

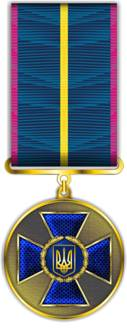
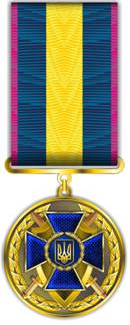
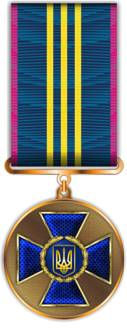
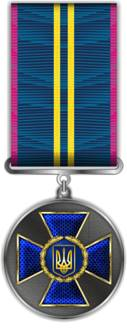